# The Golden D
The Golden D — второй сольный студийный альбом Грэма Коксона, выпущенный в июне 2000 года на лейбле Transcopic Records.

## Об альбоме
В отличие от дебютного альбома Коксона и его предыдущих работ, включая с группой Blur, The Golden D имеет более утяжелённое и лоу-файное звучание, кроме, разве что, песни «Keep Hope Alive». Композиции «Fame and Fortune» и «That's When I Reach for My Revolver» являются кавер-версиями песен пост-панк группы Mission of Burma. На обложке альбома изображена часть картины Коксона «The Blue Dog».

## Список композиций
Слова и музыка всех песен — написаны Грэмом Коксоном кроме указанных.
| №   | Название                                            | Длительность |
| --- | --------------------------------------------------- | ------------ |
| 1.  | «Jamie Thomas»                                      | 2:32         |
| 2.  | «The Fear»                                          | 3:02         |
| 3.  | «Satan i Gatan»                                     | 3:18         |
| 4.  | «Fame and Fortune» (Роджер Миллер)                  | 3:35         |
| 5.  | «My Idea of Hell»                                   | 2:14         |
| 6.  | «Lake»                                              | 7:34         |
| 7.  | «Fags and Failure»                                  | 1:54         |
| 8.  | «Leave Me Alone»                                    | 3:10         |
| 9.  | «Keep Hope Alive»                                   | 3:56         |
| 10. | «Oochy Woochy»                                      | 4:24         |
| 11. | «That's When I Reach for My Revolver» (Клинт Конли) | 3:58         |
| 12. | «Don't Think About Always»                          | 4:43         |